# Rasm at-Tawil
Rasm at-Tawil (arab. رسم الطويل) – wieś w Syrii, w muhafazie Hims. W 2004 roku liczyła 185 mieszkańców.